# Michael Silberbauer
Michael Silberbauer (Støvring, Dinamarca, 7 de julio de 1981) es un exfutbolista y entrenador danés que jugaba de centrocampista. Desde febrero de 2024 es entrenador asistente en el 1. FSV Maguncia 05.

## Selección nacional
Fue internacional con la selección de fútbol de Dinamarca en 25 ocasiones y marcó un gol. Debutó el 21 de agosto de 2002, en un encuentro amistoso ante la selección de Escocia que finalizó con marcador de 1-0 a favor de los daneses.

### Participaciones en Eurocopas
| Eurocopa      | Sede              | Resultado    |
| ------------- | ----------------- | ------------ |
| Eurocopa 2012 | Polonia y Ucrania | Primera fase |

## Clubes

### Como jugador
| Club                  | País         | Año       |
| --------------------- | ------------ | --------- |
| Aalborg Boldspilklub  | Dinamarca    | 2000-2003 |
| F. C. Copenhague      | Dinamarca    | 2004-2008 |
| F. C. Utrecht         | Países Bajos | 2008-2011 |
| B. S. C. Young Boys   | Suiza        | 2011-2014 |
| Odense B. K. (cedido) | Dinamarca    | 2012-2013 |
| F. C. Biel-Bienne     | Suiza        | 2014-2015 |

### Como entrenador
| Club          | País         | Año       |
| ------------- | ------------ | --------- |
| Pacific F. C. | Canadá       | 2019      |
| F. C. Utrecht | Países Bajos | 2022-2023 |

## Palmarés

### Campeonatos nacionales
| Título                 | Club             | País      | Año     |
| ---------------------- | ---------------- | --------- | ------- |
| Superliga de Dinamarca | F. C. Copenhague | Dinamarca | 2003-04 |
| Copa de Dinamarca      | F. C. Copenhague | Dinamarca | 2003-04 |
| Superliga de Dinamarca | F. C. Copenhague | Dinamarca | 2005-06 |
| Superliga de Dinamarca | F. C. Copenhague | Dinamarca | 2006-07 |